# Château de l'Étang
El Château de l'Étang es un chateau desaparecido, construido por Jules Hardouin Mansart y ubicado en la actual ciudad de Marnes-la-Coquette, Hauts de Seine, Francia.

## Histórico

### El hogar de ministros influyentes
A partir de 1695, Louis François Marie Le Tellier de Barbezieux, secretario de Estado del rey Luis XIV, hizo demoler un antiguo castillo para construir uno nuevo. Amplió el parque comprando el señorío vecino de La Marche a un señor Puget, para anexarlo a su dominio.
Cuando el marqués de Barbezieux murió en 1701, la obra no estaba terminada. Sus hijos vendieron la finca en marzo de 1701 a Michel Chamillart, entonces ministro principal del rey Luis XIV, quien completó la obra.
Obra de Jules Hardouin-Mansart, la fachada del lado de la entrada del castillo era majestuosa, gracias a sus curvas, más amplias que las del castillo de Berny o el castillo de Bercy. La fachada del lado del jardín era casi rectilínea.
El parque estaba situado en un valle llano sin mucho relieve, dominado por el terraplén sobre el que se asentaba el castillo. El gran parterre, decorado con bordados, estaba situado en una pequeña terraza.
Desde allí se descubrió el gran espejo de agua del castillo, prolongado por un corto canal.
Un estanque situado frente a la avenida de entrada a Versalles, separaba el Château de l'Etang del Château de La Marche y daba nombre a la finca. Enramadas, avenidas arboladas y numerosas arboledas completaban el dispositivo, a la manera clásica.
La finca también incluía, junto al gran estanque, un conjunto de edificios llamado Villeneuve, donde se alojaban el administrador de la finca, el administrador de la fuente y los jardineros. Los invernaderos estaban allí.
En el otro extremo de la finca, a lo largo de la avenida que conduce a Versalles, estaba el Château de La Marche, donde Michel Chamillart había instalado las cuadras para sus caballos.
Chamillart utiliza para su vida familiar y sus relaciones laborales este dominio idealmente ubicado cerca de los lugares de poder, entre París y Saint-Cloud por un lado, Versalles por el otro.
En diciembre de 1702, tuvo lugar aquí el matrimonio de Geneviève Thérèse Elisabeth Chamillart, hija del ministro, con el duque de Lorges, cuñado de Saint-Simon.

### Caída de Michel Chamillart y desmantelamiento del patrimonio
La caída de Michel Chamillart en 1709 fue fatal para la finca. Solicitado de alejarse de la Corte, Chamillart compró en Maine, en octubre de 1709, el castillo y la tierra de Courcelles, donde se retiró. Trató de vender el Domaine de l'Etang, pero, al no poder hacerlo, en abril de 1710 vendió los materiales del castillo a un contratista.
Por lo tanto, tuvo una de las existencias más efímeras de los castillos franceses.
Privado del castillo que era la capital, el dominio es desmembrado. Parte de ella fue comprada por el Contralor General de Finanzas Nicolás Desmarest; el castillo de La Marche pertenecerá a John Law. Los edificios llamados Villeneuve se convertirían más tarde en el Château de Villeneuve l'Etang.

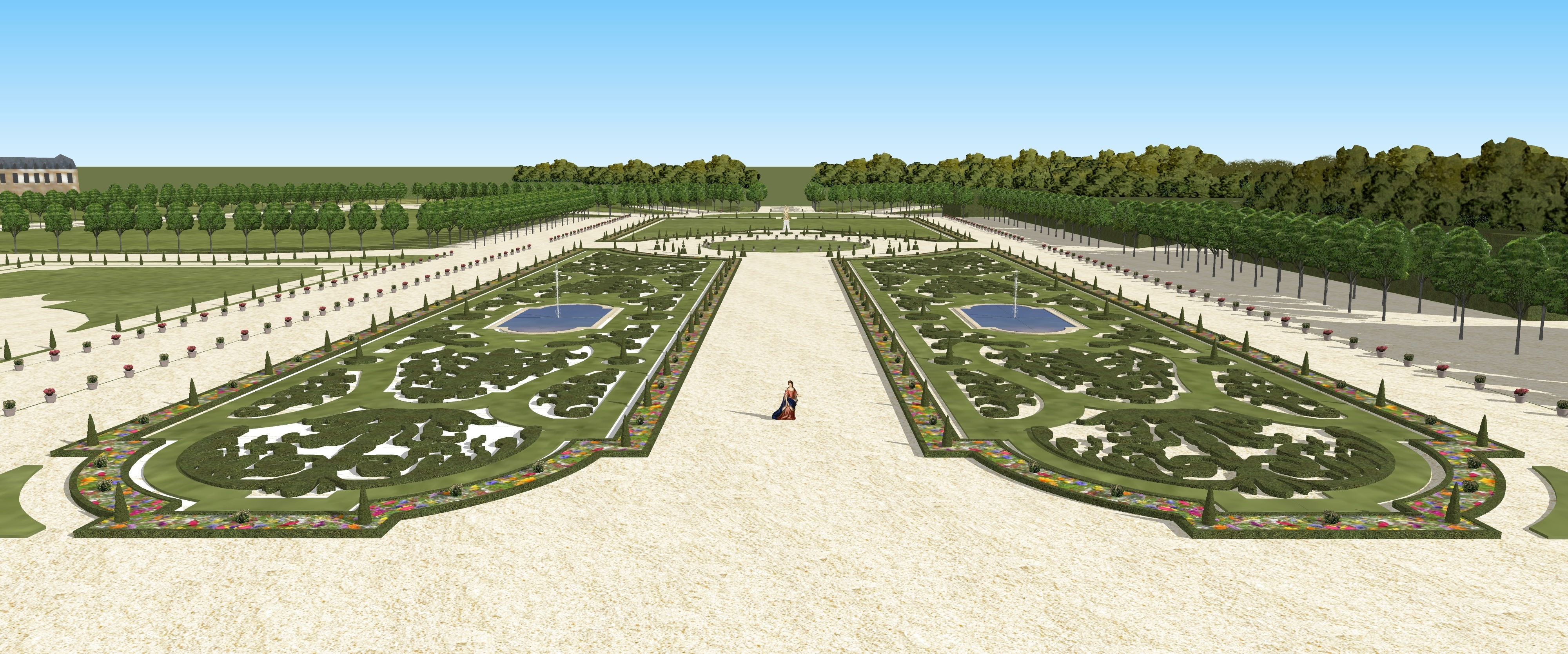
Vista del Parterre de l'Etang desde el primer piso del castillo hacia 1705
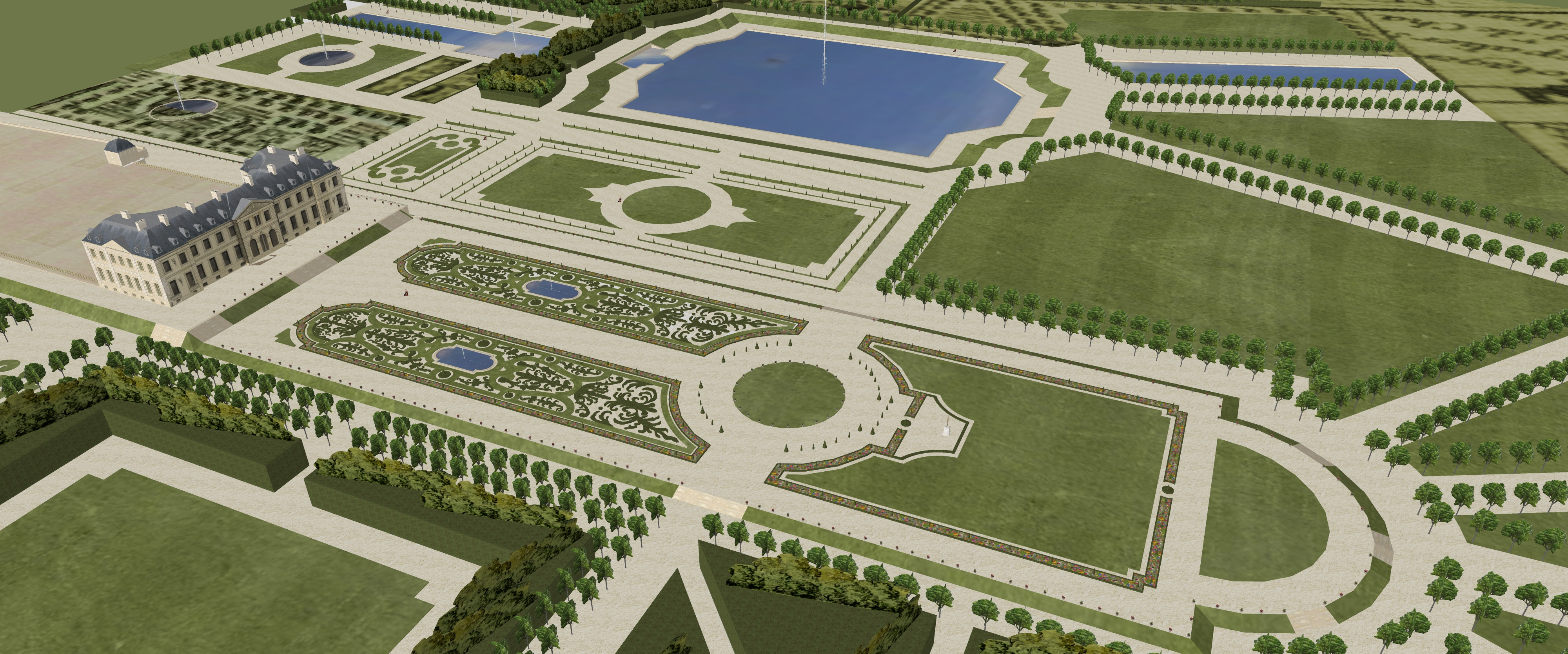
Château de l'Etang, vue aérienne sur les jardins, 1705